# Білан Олексій Омелянович
Олексі́й Омеля́нович Біла́н (14 жовтня 1910 р. м. Одеса, Херсонська губернія, Російська Імперія – 14 листопада 1993 року, м. Дніпропетровськ, Україна) – доктор технічних наук, професор Дніпропетровського інституту інженерів залізничного транспорту (ДІІТ), вчений в галузі водопостачання, гідравліки та охорони навколишнього середовища.

## Біографія
Народився 14 жовтня 1910 року в м. Одеса в сім’ї робітників.
- В 1918 році почав навчання в школі в м. Одеса.
- В 1920 році сім’я переїжджає в Київську область (с. Шевченкове) через неможливість забезпечити себе в місті їжею та житлом. Сім’я була селянами-одноосібниками до 1929 року і в цьому році вступили в організований в селі колгосп.
- В 1925 закінчує семирічну школу та вступає до Черкаської сільськогосподарської профтехшколи, яку успішно закінчує в 1928 році та їде працювати вчителем. Спочатку працює в початковій школі в с. Вербівка, а через рік стає викладачем в старших класах семирічки в с. Ольшанка. Заочно навчається в Харківському інженерно –економічному інституті.
- Обирається депутатом селищної ради с. Савківка, Чорнобаївського району, Черкаської області в 1928 році , а в 1929 році депутат селищної ради с. Вербівка, Ольшанського району, Київської області.
- 1931 – 1932 проходить службу в лавах Червоної Армії.
- Після звільнення з лав Червоної Армії в 1932 році їде до м. Харків, екстерном здає іспити і закінчує Харківський планово-економічний інститут.
- З 1932 до 1934 працює економістом в «Зернотресті» м. Дніпропетровська.
- Незважаючи на наявність високої на той час освіти, вважає набуті знання недостатньо ґрунтовними і вирішує здобути освіту на денній формі навчання в ДІІТі, студентом якого він стає в 1934 році. В студентські роки на виробничій практиці займає інженерні посади на Північній та Казанській залізницях. В цей час він визначився зі своєю інженерною спеціалізацією – водопостачання та гідротехнічні споруди.
- В 1939 році, після закінчення інституту, їде працювати на Східно-Сибірську залізницю в м. Іркутськ, де працює на різних інженерних посадах. В роки Великої вітчизняної війни керує відділом водопостачання Іркутського відділення, а з 1944 року працює викладачем в Іркутському технікумі залізничного транспорту, не полишаючи роботи на залізниці.
- В 1944 році наказом НКШС переведений на викладацьку роботу в ДІІТ, який повертався з Сибіру після евакуації в м. Дніпропетровськ. Спочатку працює асистентом.
- В 1946 році захистив кандидатську дисертацію, пов’язану з відновленням Дніпропетровського водогону після війни. В цьому ж році очолює кафедру «Водопостачання».
- В 1951 році був призначений деканом факультету «Будівництво залізниць».
- В 1953 році звільняється з посади декана і стає докторантом Академії наук СРСР. Докторська дисертація пов’язана з інерційним забором води паровозом під час руху. Саме необхідність дозаправки паровоза водою була причиною довгих простоїв паровозів. Але ця тема втрачала перспективність в зв’язку з стрімкою заміною паровозної тяги на тепловозну та електровозну. Докторант Білан О. О. трансформував з допомогою рідкісних на той час ЕОМ свої паровозні дослідження в універсальний метод гідравлічної ув’язки кільцевих водогінних мереж. І в 1966 році захищає докторську дисертацію.
- В 1968 році отримує звання професора та стає завідувачем кафедри «Водопостачання та гідравліка», якою керує до 1987 року. З 1987 по 1993 рік працює професором-консультантом цієї кафедри.

## Коло наукових інтересів
Дослідження з очищення водопровідних труб від карбонатних відкладень; водозаборів від донного льоду та шуги; прискорення заправки пасажирських поїздів; з ліквідації привізного водопостачання, вибору оптимальних гідравлічних режимів експлуатації напірних водоводів великої потужності; роботи із застосування нових методів фторування води на залізничних водопроводах та поповнення запасів підземних вод; питання охорони навколишнього середовища.

## Науково-практична діяльність
З перших кроків самостійної трудової діяльності О. О. Білан брав участь у вирішенні важливих питань життєдіяльності залізничного господарства. Для цього необхідно було поєднати академічні знання з реаліями виробничого процесу. Нижче перелічені факти за 5 років роботи на залізницях Сибіру, тому є підтвердження: 
- Забезпечення безперебійного водопостачання в сибірських кліматичних умовах, паровозів, залучених на військових перевезеннях в 1941 – 1944 роках;
- Член державної комісії з випробувань та атестації залізничного напрямку Улан-Уде – Наушки (286 км) в частині водопостачання;
- Реконструкція водогону станції Танхай Східно-Сибірської залізниці з метою нівелювання штормів на озері Байкал на безперебійне водопостачання локомотивного господарства.

Прибувши з ДІІТом з евакуації в 1944 році О. О. Білан брав участь у відбудові Дніпропетровського водогону після війни науковим консультантом.
Його величезний науковий доробок в поєднанні з успішно реалізованими проєктами на виробництві втілились в серію книг, виданих республіканськими та всесоюзними видавництвами.
Впродовж багатьох років О.Є. Білан був членом редколегії Союзно-республіканського наукового журналу «Хімія та технологія воді».

## Викладацька діяльність
Професором Біланом О. О. опубліковано понад 90 наукових праць, монографій, підручників, наукових статей тощо. 
Під час роботи в ДІІТі виховав 16 кандидатів технічних наук в галузі гідравліки, водопостачання та водовідведення.

## Захоплення
Вивчення іноземних мов. Білан О. О. вільно володів англійською, німецькою, французькою та польською мовами. 

## Нагороди
- Медаль «За доблесну працю у Великій Вітчизняній війні» (06.06.1945);
- Медаль «За трудову доблесть» (07.12.1953);
- Медаль «За доблесну працю» (26.03.1970);
- Медаль «Тридцять років перемоги у Великій Вітчизняній війні» (25.04.1975);
- Знак «Почесний залізничник» (20.01.1971).

## Публікації
1. Белан, А. Е. Использование пьезометрической схемки для выяснения русловий реконструкции водоснабжения : дис. … канд. техн. наук / Белан Алексей Емельянович. – Днепропетровск, 1946. – 176 с.
2. Белан, А. Е. Гидравлический расчет элементов водоснабжения на основе использования инерционных чвойств жидкости и понятия инерционного напора : дис. … д-ра техн. наук / Белан Алексей Емельянович. – Москва, 1964. – 321 с.
3. Белан, А. Е. Водопользование и очистка вод на железнодорожном транспорте / А. Е. Белан, Г. Н. Блошенко. – М. : Транспорт, 1978. – 165 с.
4. Білан, О. О. Водоводи та водопровідні мережі. Гідравлічні розрахунки : Навч. посібник для вузів / О. О. Білан, М. Д. Даниленко. – К. : Вища шк., 1974. – 160 с.
5. Белан, А. Е. Проектирование и расчет устройств водоснабжения / А. Е. Белан, П. Д. Хоружий. – 2-е изд., перераб. и доп. – К. : Будівельник, 1981. – 192 с. : табл., ил. – (Б-ка строителя. Инженеру-проектировщику). – Библиогр.: с. 185-188
6. Белан, А. Е. Технико-экономические расчеты водопроводных систем на ЭВМ : Учеб. пособие для вузов / А. Е. Белан, П. Д. Хоружий. – К. : Вища шк., 1979. – 192 с.
7. Белан, А. Е. Технология водоснабжения / А. Е. Белан. – Киев : Наукова думка, 1985. – 264 с.
8. Койлов, В. Г. Транспорт и охрана природы / В. Г. Койлов, А. П. Семенов, А. Е. Белан. – Днепропетровск : Промінь, 1984. – 64 с.
9. Белан, А. Е. Коэффициент полезного действия инерционного подъемника жидкости : науч. сообщение № 2/6 / А. Е. Белан. – Днепропетровск : [б. и.], 1958. – 8 с. – (ДИИТ)
10. Белан, А. Е. Водоснабжение : Задание и метод. указания к вып. курс. проекта / А. Е. Белан, Н. А. Волковницкая. – Днепропетровск : [б. и.], 1983. – 37 с. – (ДИИТ. Каф. Гидравлика и водоснабжение)
11. Белан, А. Е. Водоснабжение и канализация железнодорожной станции и поселка : Метод. указ. к курс. работе / А. Е. Белан, Н. А. Волковницкая. – Днепропетровск : [б. и.], 1974. – 36 с. – (ДИИТ)
12. Белан, А. Е. Гидравлика : Конспект лекций. Вып.1. Основной курс / А. Е. Белан. – Днепропетровск : [б. и.], 1957. – 134 с. – (ДИИТ).
13. Белан, А. Е. Методические указания к изучению раздела "Гидростатика" курса "Гидравлика и гидравлические машины" / А. Е. Белан. – Днепропетровск : ДИИТ, 1977. – 36 с. – (ДИИТ. Каф. Гидравлика и водоснабжение)
14. Белан, А. Е. Методические указания к расчету водопроводных сетей "Техника гидравлической увязки замкнутых водопроводных сетей универсальным методом" / А. Е. Белан. – Днепропетровск : [б. и.], 1973. – 20 с. – (ДИИТ. Каф. Гидравлика и водоснабжение)
15. Белан, А. Е. Методическое руководство к выполнению контрольных и курсовых работ по равномерному движению воды в открытых руслах и каналах замкнутого сечения / А. Е. Белан, С. А. Кремез. – Днепропетровск : [б. и.], 1968. – 20 с. – (ДИИТ. Каф. Гидравлика и водоснабжение)
16. Ярышкина Л. А. Методические указания к курсовому проекту по курсу "Водоснабжение" / Л. А. Ярышкина ; А. Е. Белан. – Днепропетровск : – (ДИИТ. Каф. Гидравлика и водоснабжение) Ч.1 : Расчет станции водоподготовки. Реагентное хозяйство. – 1991. – 40 с.; Ч.2 : Расчет станции водоподготовки. Расчет сооружений водоочистки. – 1991. – 44 с. : табл., ил.;
17. Днепропетровский институт инженеров железнодорожного транспорта. Труды / Днепропетр. ин-т инж. ж-д. трансп. – Днепропетровск : [б. и.]. Вып. 102 : Вопросы гидравлики, водоснабжения и гидротехники на железнодорожном транспорте / под ред. А. Е. Белана. – 1970. – 52 с.
18. Днепропетровский институт инженеров железнодорожного транспорта.  Труды / Днепропетр. ин-т инж. ж-д. трансп. – Днепропетровск : [б. и.]. Вып. 112 : Вопросы гидравлики, водоснабжения и канализации на железнодорожном транспорте / под ред. А. Е. Белана. – 1970. – 62 с.
19. Днепропетровский институт инженеров железнодорожного транспорта.  Труды / Днепропетр. ин-т инж. ж-д. трансп. – Днепропетровск : [б. и.]. Вып. 147 : Водоснабжение, канализация и гидротехника на железнодорожном транспорте / под ред. А. Е. Белана. – 1973. – 71 с.
20. Днепропетровский институт инженеров железнодорожного транспорта.  Труды / Днепропетр. ин-т инж. ж-д. трансп. – Днепропетровск : [б. и.]. Вып. 154 : Водоснабжение, канализация и гидротехника на железнодорожном транспорте / под ред. А. Е. Белана. – 1974. – 52 с.
21. Днепропетровский институт инженеров железнодорожного транспорта.  Труды / Днепропетр. ин-т инж. ж-д. трансп. – Днепропетровск : ДИИТ. Вып. 245/1 : Научные проблемы охраны окружающей среды при проектировании, строительстве и эксплуатации железных дорог / ред. А. Е. Белан. – 1985. – 77 с.
22. Днепропетровский институт инженеров железнодорожного транспорта.  Труды / Днепропетр. ин-т инж. ж-д. трансп. – Днепропетровск : ДИИТ. Вып. 258/2 : Рациональное использование природных вод, улучшение их качества и очистка производственных стоков на железнодорожном транспорте / ред. А. Е. Белан. – 1987. – 83 с.
23. Днепропетровский институт инженеров железнодорожного транспорта.  Труды / Днепропетр. ин-т инж. ж-д. трансп. – Днепропетровск : ДИИТ. Вып. 286/3 : Пути улучшения использования и охраны водных ресурсов на железнодорожном транспорте / ред. А. Е. Белан. – 1991. – 84 с.
24. О роли железных дорог в обогащении и рациональном использовании природных водных ресурсов / А.Е. Белан // Рациональное использование природных вод, улучшение их качества и очистка производственных стоков на железнодорожном транспорте : Межвузов. сб. науч. тр. / ДИИТ. – Днепропетровск, 1987. – Вып. 258/2. – С. 5-10.
25. Очистка поверхностного стока с территорий железнодорожных предприятий / А.Е. Белан, Ф.М. Литвак // Научные проблемы охраны окружающей среды при проектировании, строительстве и эксплуатации железных дорог : Тематический сб. науч. тр. ДИИТа. – Днепропетровск, 1985. – Вып. 245/1. – С. 27-34.
26. Централизованная очистка моющих растворов / А.Е. Белан, Г.Н. Блошенко // Водоснабжение, канализация и гидротехника на железнодорожном транспорте : Труды ДИИТа. – Днепропетровск, 1974. – Вып. 154. – С. 39-42.
27. О возможных путях развития АСУ в системах водоснабжения / А.Е. Белан, В.М. Багрий // Водоснабжение, канализация и гидротехника на железнодорожном транспорте : Труды ДИИТа. – Днепропетровск, 1973. – Вып. 147. – С. 10-14.
28. Исследование способов очистки сточных вод предприятий железнодорожного транспорта / А.Е. Белан, Г.Н. Блошенко // Водоснабжение, канализация и гидротехника на железнодорожном транспорте : Труды ДИИТа. – Днепропетровск, 1973. – Вып. 147. – С. 41-47.